# Giraudia rufa
Giraudia rufa là một loài tò vò trong họ Ichneumonidae.